# Devil May Cry 5
Devil May Cry 5 (デビル メイ クライ5 (Quỷ có thể khóc 5) Debiru Mei Kurai Faibu) là một trò chơi phiêu lưu hành động năm 2019 được phát triển và phát hành bởi Capcom. Đây là trò chơi thứ sáu trong series (không tính các trò chơi di động) và là phần thứ năm của loạt game chính Devil May Cry. Capcom đã phát hành trò chơi trên Microsoft Windows, PlayStation 4 và Xbox One vào ngày 8 tháng 3 năm 2019. Trò chơi lấy bối cảnh 5 năm sau Devil May Cry 4 và theo chân bộ ba chiến binh mang sức mạnh của quỷ: Dante trở lại, Nero và một nhân vật chính mới tên là V khi họ cố gắng ngăn chặn Quỷ Vương Urizen hủy diệt thế giới loài người. Trong suốt cuộc hành trình của họ trong Red Grave City, người chơi có thể sử dụng những nhân vật này trong các nhiệm vụ khác nhau. Mỗi người trong số họ đều có kiểu chiến đấu riêng và trở nên mạnh mẽ hơn. Khi điều này xảy ra, bí ẩn đằng sau V được tiết lộ cùng với mối liên hệ của anh ta với Urizen.
Devil May Cry 5 được đạo diễn bởi Hideaki Itsuno với mục tiêu khiến phần này trở thành tác phẩm hay nhất của ông. Ông nhắm tới việc làm cho trò chơi trở nên cân bằng cho cả người mới và người chơi cũ bằng cách cung cấp đầy đủ độ khó và kẻ thù mới. Capcom cũng muốn mang đến một thiết kế thực tế hơn lấy cảm hứng từ RE Engine được sử dụng trong trò chơi trước của họ, Resident Evil 7 Biohazard. Kết quả là, các mô hình đã được sử dụng để làm khuôn mặt của nhân vật. Bingo Morihashi trờ lại để viết cốt truyện, trong khi bối cảnh dựa trên nhiều địa điểm khác nhau ở London. Nhiều nhà soạn nhạc đã làm việc cùng nhau để tạo nên phần âm nhạc của trò chơi, xoay quanh các nhân vật trong trò chơi.
Devil May Cry 5 nhận được đánh giá tích cực từ các nhà phê bình, khen ngợi sự đa dạng kĩ năng mà ba nhân vật sở hữu, đồng thời cũng thích cách xử lý câu chuyện. Trò chơi đã giành được nhiều giải thưởng trò chơi trong cả năm 2019 và 2020, bán được hơn hai triệu bản chưa đầy hai tuần sau khi phát hành và vượt qua ba triệu trong một năm, trở thành trò chơi bán chạy nhất trong series. Một light novel và manga liên quan đến trò chơi của Morihashi cũng đã được phát hành. Một phiên bản mở rộng có tên Devil May Cry 5: Special Edition đã được phát hành cho PlayStation 5 và Xbox Series X/S, có thêm Vergil là nhân vật có thể chơi được. Đối với người chơi trên PC, PlayStation 4 và Xbox One, Vergil có sẵn dưới dạng DLC trả phí.

## Lối chơi

Nero chiến đấu với kẻ địch với thanh phong cách ở bên phải thể hiện chuỗi combo liên tục và khác nhau của người chơi

Trò chơi có sự trở lại của Dante và Nero như những nhân vật có thể điều khiển, cùng với một nhân vật mới, tên là V. Lối chơi tương tự như các phần trước trong series Devil May Cry, tập trung vào "hành động phong cách" nhịp độ nhanh; Người chơi chiến đấu chống lại đám quỷ bằng cách tấn công nhiều kiểu và vũ khí khác nhau. Họ nhận được đánh giá về phong cách chiến đấu dựa trên một số yếu tố, chẳng hạn như di chuyển đa dạng, độ dài của một combo và các đòn tấn công né tránh. Âm nhạc của trò chơi thay đổi dựa trên hiệu suất của người chơi trong chiến đấu. Mỗi khi người chơi tương tác với thợ máy Nico hoặc tìm thấy một bức tượng, họ có thể mua các kĩ năng mới cho mỗi nhân vật. Trong khi có ba nhân vật có thể chơi được, trò chơi buộc người chơi chỉ được sử dụng một nhân vật cho mỗi nhiệm vụ. Giống như các trò chơi trước, tựa game này có chế độ Cung điện đẫm máu, nơi người chơi có thể đối mặt với nhiều loại quỷ trong một khu vực duy nhất.
Nhân vật đầu tiên là Nero, người đã được giới thiệu trong Devil May Cry 4. Anh sử dụng thanh kiếm Red Queen của mình để chiến đấu cận chiến, và khẩu súng lục ổ quay hai nòng Blue Rose. Tuy nhiên, anh không còn có cánh tay quỷ của mình như phần trước nữa mà có một loại cánh tay robot mới được gọi là Devil Breakers. Chúng có nhiều chức năng như bắt kẻ thù từ xa hoặc dừng thời gian để đóng băng kẻ thù tại chỗ. Nero cũng có thể tìm thấy Devil Breakers trong các màn chơi. Devil Breakers rất mạnh nhưng mỏng manh, và có thể bị phá hủy nếu sử dụng không đúng cách. Cuối câu chuyện, Nero thức tỉnh Devil Trigger để mở rộng kỹ năng chiến đấu của anh.
Dante chơi giống như phần Devil May Cry 4 khi anh ta có thể thay đổi giữa bốn phong cách để tạo ra các kỹ thuật mới hoặc ngăn chặn các cuộc tấn công của kẻ thù. Cùng với thanh kiếm đặc trưng của mình "Rebellion" và "Devil Sword Sparda" của Quỷ, Dante sử dụng hai Devil Arms mới, một cặp vũ khí giống như cưa sắt kết hợp thành một chiếc mô tô có tên là "Cavaliere", và một bộ găng tay và ủng bốc lửa được gọi là "Balrog". Dante cũng sử dụng "King Cerberus" một phiên bản mạnh hơn của côn nhị khúc Cerberus được giới thiệu trong Devil May Cry 3. Anh cũng đội "Dr. Faust", một chiếc mũ yêu cầu các quả cầu đỏ (tiền tệ trong game) để tấn công; nó là một vũ khí rủi ro/phần thưởng tùy thuộc vào hành động của người chơi. Dante có thể sử dụng cả "Kalina Ann" từ Devil May Cry 3 và "Kalina Ann 2" cải tiến mới để thay thế cho súng, cũng như cả hai loại cùng một lúc. Bên cạnh Devil Trigger giúp tăng cường khả năng và phục hồi sức khỏe của Dante, nhân vật này còn sở hữu một hình thức mạnh mẽ hơn có tên "Sin Devil Trigger" tạo ra các phương án tấn công mới.
Nhân vật thứ ba có thể chơi được, V, người cầm một cuốn sách và một cây gậy bạc, sử dụng ba con quỷ dựa trên những kẻ thù từ trò chơi đầu tiên để chiến đấu. Chúng bao gồm Griffon, một con đại bàng sử dụng các đòn tấn công tầm xa dựa trên tia sét, Shadow, một con báo biến thành lưỡi kiếm, gai và cổng ra khỏi cơ thể và Nightmare, một con golem lớn và mạnh mẽ. V khi thức tỉnh sức mạnh sẽ giống như Devil Trigger, tóc chuyển sang màu trắng, để triệu hồi được Nightmare, sử dụng kết hợp các cuộc đòn cận chiến và chùm tia laze nổ. Khi máu của kẻ địch chuyển sang màu tím nhạt, V sử dụng cây gậy của mình để giáng cho kẻ địch một đòn cuối cùng.
Trở lại với tư cách là một nhân vật có thể chơi được trong Phiên bản Đặc biệt của trò chơi, Vergil vẫn giữ lối chơi của mình từ khi xuất hiện trong Phiên bản Đặc biệt của trò chơi thứ ba, chẳng hạn như hệ thống đo sự tập trung và vũ khí. Tuy nhiên, Force Edge từ các trò chơi Special Edition trước đây được thay thế bằng một vũ khí mà Vergil thường sử dụng như một loại đạn triệu hồi được gọi là Mirage Edge. Anh có một khả năng mới, cho phép anh biến thành V và triệu hồi tạm thời ba trong số những con quỷ được triệu hồi của mình. Thay vì biến thành dạng Devil Trigger thông thường, Vergil ngay lập tức biến thành bản nâng cấp Sin Devil Trigger của mình.

## Cốt truyện
Vào ngày 16 tháng 5, thợ săn quỷ Nero săn một con quỷ tên là Urizen sau khi bị một người đàn ông như sắp chết lấy cánh tay quỷ và thanh kiếm Yamato của anh. Du hành đến Red Grave City, anh tìm thấy một cây quỷ tên là Qliphoth được trồng trong thành phố, thứ đang giết người để lấy máu của họ. Nhóm của Dante đối đầu với Urizen nhưng, được trao quyền bởi Qliphoth, hắn đã vô hiệu hóa họ và áp đảo Nero khi anh can thiệp. Dante ngăn Urizen bắt Nero, nhưng bị đánh bại và bị đẩy ra khỏi Qliphoth với thanh kiếm Rebellion của anh bị vỡ tan. Đồng minh của anh ta là Lady và Trish bị bắt để sử dụng làm nhân quỷ trong khi một khách hàng của Dante, V, thuyết phục Nero đã bị suy yếu chạy trốn. Vào ngày 15 tháng 6, Nero quay trở lại Red Grave với cánh tay giả "Devil Breaker", do bạn của anh và là thợ làm súng, Nico làm. Nero gặp V, người đang tìm kiếm Qliphoth cho vì quả của cây - sinh ra từ máu người cô đặc - khiến cho bất cứ ai ăn nó đều trở thành vua của Underworld. Khi cả hai tiêu diệt gốc rễ của Qliphoth trong khi tìm kiếm Dante, Nero giải cứu Lady, trong khi V tách ra để khám phá Devil Sword Sparda, cùng với Dante vừa tỉnh dậy sau khi bị đánh bay ra khỏi cây quỷ.
Sau khi tỉnh dậy khỏi cơn mê, Dante giải thoát cho Trish và bắt đầu chiến đấu trên đường đến chỗ Urizen. Trish biết được từ V rằng Urizen thật ra chính là phần quỷ của Vergil, anh trai của Dante, người đã sử dụng sức mạnh của Yamato để tách một nửa phần người và quỷ của anh ta - mà phần người đó chính là V, người có cơ thể đang yếu dần đi. Nhận ra Rebellion có thể hợp nhất các dạng lại với nhau, Dante sử dụng nó để hấp thụ Sparda vào bản thân, mở khóa sức mạnh quỷ toàn phần và tạo ra một vũ khí mới, "Devil Sword Dante". Nero cố gắng đối đầu với Urizen và bị chế ngự một lần nữa, nhưng Dante đã giải cứu anh ta và chiếm thế thượng phong với sức mạnh mới của mình. Urizen tạm hoạt động khi Qliphoth đơm hoa kết trái và tiêu thụ nó để nâng cao sức mạnh cho bản thân. Trong khi Dante đến trước để đối mặt với Urizen, Nero đã giải cứu V khỏi ác quỷ Malphas và tìm hiểu về quá khứ của Dante cùng với Vergil. Nero và V tiếp cận Dante ngay khi anh ta đánh bại Urizen, nhưng một V đang hấp hối đã can thiệp và hợp nhất với Urizen trước khi Dante có thể kết liễu hắn ta, trờ lại thành Vergil.
Vergil quay trở lại cây Qliphoth, bảo Dante hồi phục toàn bộ sức mạnh trước khi họ tái chiến. Nero khăng khăng muốn tự mình truy sát Vergil, nhưng Dante tiết lộ Nero là con trai của Vergil, được chứng minh bằng cách Yamato phản ứng với anh trong sự kiện Fortuna nơi họ gặp nhau lần đầu ở Devil May Cry 4, và từ chối để Nero giết cha ruột của mình. Sau đó, Dante đối mặt với những người quen thuộc của V - được tiết lộ là ký ức hiện thân của Vergil thời Vergil còn là Nelo Angelo ở Devil May Cry - và họ quyết định chết dưới tay của Dante để giảm bớt chấn thương cho Vergil. Dante và Vergil chiến đấu một lần nữa, nơi Vergil biết Nero là con trai của mình. Nero bình tâm lại cảm xúc của mình khi có một cuộc gọi đến Kyrie - bạn gái của anh và quyết tâm không để cha và chú của mình giết chết nhau, đánh thức hoàn toàn sức mạnh quỷ và mọc lại cánh tay của mình. Can thiệp vào cuộc chiến của họ và buộc Dante ra ngoài, Nero thề sẽ chấm dứt cuộc chiến của anh em nhà này và đánh bại Vergil, người đã đưa cuốn sách của V cho Nero để anh tưởng nhớ anh ta. Vergil tham gia cùng Dante trong một chuyến đi một chiều đến Underworld để cắt Qliphoth xuống và niêm phong cổng dịch chuyển trước khi nó xé nát Thành phố Red Grave, và Nero rời đi khi Qliphoth sụp đổ. Vài tuần sau, Trish và Lady được Morrison thuê cho một công việc mới, những người mà Dante giao lại việc phụ trách văn phòng của mình. Trong Underworld, Dante và Vergil tiếp tục đánh nhau trong lúc các con quỷ tấn công họ, giờ đây họ là đối thủ thân thiện thay vì kẻ thù không đội trời chung.

## Đón nhận
Sau Tokyo Game Show 2018, Devil May Cry 5 đã giành được giải thưởng Future Division từ Giải thưởng Trò chơi Nhật Bản. Một số lo ngại đã nảy sinh trong cộng đồng game thủ về quyết định tùy chọn các giao dịch có thể mua trong trò chơi, giúp người chơi có thể mua các quả cầu màu đỏ (tiền tệ trong game) được sử dụng để nâng cấp nhân vật của họ. Capcom xác nhận điều này không thay đổi hệ thống chơi chung của trò chơi và nó tương tự như của Devil May Cry 4: Special Edition, cũng tương tự cho phép mua hàng trong trò chơi.

### Đánh giá
Devil May Cry 5 nhận được "đánh giá chung thuận lợi" trên tất cả các nền tảng, theo trang tổng hợp đánh giá Metacritic. Lối chơi và các nhân vật được khen ngợi. PC Gamer UK gọi trò chơi là "một trong những trò chơi hay nhất về đánh quỷ từng được tạo ra". Người đánh giá thích thú với lối đánh của các nhân vật và cách thực hiện các kỹ năng khác nhau vì sự độc đáo của họ trong chiến đấu. USgamer nhận thấy đây là một trong những phần tốt nhất của sê-ri. Họ lưu ý rằng mặc dù việc phiên bản khởi động lại DmC Devil May Cry của Ninja Theory rất thú vị, nhưng Devil May Cry 5 vẫn đúng với cốt lõi của series khi nói đến cơ chế chơi trò chơi và cách xử lý của các nhân vật. VideoGamer.com ca ngợi lối chơi và phong cách xây dựng thế giới — đặc biệt là cách xử lý bối cảnh dựa trên London.  Tương tự, The Guardian đã cho nó một điểm tuyệt đối. Người đánh giá thích cách những người mới chơi có thể dễ dàng học cách tính điểm của hệ thống phong cách trong một thời gian ngắn, lưu ý rằng họ cũng phải hiểu chiến thuật của kẻ thù để đánh bại chúng và các con trùm. GameSpot đánh giá cao chiều sâu mà Capcom tạo ra cho người chơi, đáng chú ý nhất là sự thay đổi trong lối chơi của Nero để cho phép sử dụng các kiểu kỹ năng Devil Breaker khác nhau. Destructoid thích nhiều loại kẻ thù và đánh trùm và lưu ý Capcom đã thay đổi lại sau những lời chỉ trích về Devil May Cry 4 bằng cách cung cấp cho người chơi nhiều màn chơi hơn.
Một số nhà phê bình tập trung vào việc tăng số lượng các chiêu thức có sẵn cho ba nhân vật chính. The Daily Telegraph ca ngợi cơ chế của các nhân vật, đặc biệt là V vì cách anh ấy chơi khác biệt so với Nero và Dante trong khi vẫn giải trí. GamesRadar thích thú với sự đa dạng tuyệt vời của mỗi nhân vật trong số ba nhân vật có thể chơi được trong chiến đấu mà vẫn giữ được phong cách riêng của họ — mặc dù cách chơi Dante vẫn tương tự như Devil May Cry 4. GameSpot đã ghi nhận Nero hấp dẫn như thế nào đối với người mới nhờ vào lối chơi của anh ấy. Họ cũng cảm thấy những kỹ thuật mà V thể hiện và cách anh ấy chơi khác với Dante và Nero là ấn tượng. IGN thích những kỹ thuật mới của Nero do cánh tay máy móc của anh ta mang lại — đáng chú ý nhất là kỹ thuật anh ta bắn để tấn công kẻ thù. Trong khi IGN cảm thấy cách chơi Dante vẫn giống các trò chơi trước đó, họ lưu ý rằng những vũ khí mới mà anh sử dụng thú vị hơn nhiều. V cũng được chú ý vì tương tác với những con quỷ mà anh ta chỉ huy để chống lại kẻ thù. Do gặp một số khó khăn trong việc xử lý cơ chế Devil Breakers của Nero, Destructoid cảm thấy rằng Dante và V là những nhân vật được đánh giá cao nhất để chơi. Mặc dù thích thú với trò chơi, việc hoán đổi liên tục giữa các nhân vật mà không luyện sức mạnh cho một cá thể mặc định đã bị Game Informer chỉ trích.
Câu chuyện và ý tưởng của trò chơi cũng là chủ đề được IGN khen ngợi vì các nhân vật và các yếu tố của câu chuyện, mặc dù các nhà phê bình không thấy nó thú vị. Mitchell Saltzman của IGN cho biết "câu chuyện bí ẩn của nó giữ cho mọi thứ thú vị trên đường đi." GameSpot ca ngợi cốt truyện vì đã kết thúc vấn đề mà các nhân vật chính gặp phải trong suốt trò chơi, ca ngợi chiều sâu nhân vật mặc dù không quá sâu sắc. The Guardian thích cốt truyện mặc dù thấy nó đơn giản và lưu ý rằng nó có các yếu tố từ bản khởi động lại cũng được đón nhận nồng nhiệt. Nhân vật của Dante già hơn so với các trò chơi trước trong khi vẫn giữ được tính cách chưa thành niên của mình cũng được The Guardian ca ngợi. PCGamer rất thích câu chuyện vì chân dung các nhân vật của nó. Người đánh giá cảm thấy thất vọng bởi một số đoạn phim cắt cảnh và chỉ trích Nico. Mặc dù thích cách tường thuật tích hợp trong cơ chế trò chơi, GamesRadar cảm thấy những người mới đến có thể không hiểu toàn bộ cốt truyện của trò chơi và kết thúc quá vội vàng. VideoGamer.com chỉ trích cốt truyện nhiều hơn, tin rằng câu chuyện và nhân vật phản diện là "buồn tẻ" mặc dù có một số tương tác thú vị trong cốt truyện.

## Tham Khảo
1. ↑  "Devil May Cry 5's director wanted to prove pure action games still had a place". The Verge. Lưu trữ bản gốc ngày 29 tháng 6 năm 2019. Truy cập ngày 29 tháng 6 năm 2019.
2. ↑  "Devil May Cry 5's Director Tells Us How They Made Combat Feel So Damn Good". Kotaku. Lưu trữ bản gốc ngày 9 tháng 7 năm 2019. Truy cập ngày 4 tháng 4 năm 2019.
3. ↑  Kevin Tavore (ngày 14 tháng 6 năm 2018). "Devil May Cry 5's Soundtrack is as SSSick as Ever" (bằng tiếng Anh). True Achievements. Lưu trữ bản gốc ngày 17 tháng 6 năm 2018. Truy cập ngày 17 tháng 6 năm 2018.
4. ↑  Jones, Rebecca (ngày 17 tháng 9 năm 2020). "Capcom has 'no plans' to release Devil May Cry 5 Special Edition on PC". PC Gamer (bằng tiếng Anh (Mỹ)). Truy cập ngày 29 tháng 10 năm 2020.
5. ↑  Camden Jones (ngày 10 tháng 6 năm 2018). "Devil May Cry 5 Announced, Features Three Playable Characters". Game Informer. Lưu trữ bản gốc ngày 12 tháng 6 năm 2018. Truy cập ngày 18 tháng 6 năm 2018.
6. ↑  Staff (ngày 15 tháng 6 năm 2018). "『デビル メイ クライ 5』ネロは「お父さんに似てきている」―プロデューサーインタビュー！3人目のプレイアブルキャラのヒントは意外なところに...？【E3 2018】" [Producer Interview]. GameSpark (bằng tiếng Nhật). Lưu trữ bản gốc ngày 24 tháng 6 năm 2018. Truy cập ngày 24 tháng 6 năm 2018.
7. ↑  "Devil May Cry 5 Bloody Palace Opens On ngày 1 tháng 4 năm 2019". Siliconera. Lưu trữ bản gốc ngày 30 tháng 6 năm 2019. Truy cập ngày 30 tháng 6 năm 2019.
8. ↑  "E3 2018: Announcing Devil May Cry 5, coming to Xbox One, PS4 and PC in Spring 2019". Capcom Unity. ngày 10 tháng 6 năm 2018. Truy cập ngày 11 tháng 6 năm 2018.
9. ↑  Reed, Chris (ngày 23 tháng 8 năm 2018). "Devil May Cry 5 Gets A Release Date And Trailer - Gamescom 2018". Lưu trữ bản gốc ngày 25 tháng 9 năm 2018. Truy cập ngày 25 tháng 9 năm 2018.
10. ↑  "Skills, abilities, and moves in Devil May Cry 5". Shack News. Truy cập ngày 24 tháng 9 năm 2020.
11. 1 2 3 4  White, Olivia (ngày 6 tháng 3 năm 2019). "Devil May Cry 5 review: Dante and friends return in a stylish and supremely fun demon-hunting blockbuster". The Daily Telegraph. Lưu trữ bản gốc ngày 6 tháng 3 năm 2019. Truy cập ngày 6 tháng 3 năm 2019.
12. ↑  "Devil May Cry 5 Special Edition". IGN Southeast Asia. Truy cập ngày 22 tháng 9 năm 2024.
13. ↑  Capcom. Devil May Cry 5. Capcom. Urizen: I have plans for the both of you. You will exist to give me strength. How fortunate to serve such divine purpose."
14. ↑  Capcom. Devil May Cry 5. Capcom. Dante:V, get Nero out of here! This was a bad move!
15. ↑  Capcom. Devil May Cry 5. Capcom. Nico: Yeah he's a real pro at smackin' demons around. That's why I built him that well-functioning arm... to kick demon ass.
16. ↑  "Hideaki Itsuno talks Devil May Cry 5 on Inside Xbox" (bằng tiếng Anh). YouTube. ngày 13 tháng 6 năm 2018. Lưu trữ bản gốc ngày 17 tháng 6 năm 2018. Truy cập ngày 17 tháng 6 năm 2018.
17. ↑  Capcom. Devil May Cry 5. Capcom. Lady: Trish... she... she was captured. I remember that. But I don't know what happened to Dante.
18. ↑  Capcom. Devil May Cry 5. Capcom. V: The Devil sword Sparda was concealing Dante's presence.
19. ↑  Capcom. Devil May Cry 5. Capcom. Dante: You okay? / Trish: I've been better.
20. ↑  Capcom. Devil May Cry 5. Capcom. V: To defeat his twin brother. He needed to separate man from devil with the strength of the Yamato. And eventually, that man became a true devil.
21. ↑  Capcom. Devil May Cry 5. Capcom. V: I've tried to hold together my crumbling fresh with that little demonic power I have left, but. I'm approaching my limit. In separating and regaining my human soul, I've realized the gravity of the crime I've committed
22. ↑  Capcom. Devil May Cry 5. Capcom. Dante: Why did my father give me Rebellion? If the Yamato can separate man from devil.... Then what about the Rebellion? /Demon: You are absorbing the Sparda!
23. ↑  Capcom. Devil May Cry 5. Capcom. Nero: I knew you couldn't be killed that easily. Hey, he is all yours. But don't let it become a habit. / Demon: Win, Dante! Win!
24. ↑  Capcom. Devil May Cry 5. Capcom. V: I know... We are one in the same, you and I. But you've lost me, and I've lost you. Yet we are connected, by that one feeling. "While thy branches mix with mine, and our roots together join.
25. ↑  Capcom. Devil May Cry 5. Capcom. Dante:He's your father! / Nero: What?! No! / Dante: I had this feeling the first time I saw you, but I wasn't so sure. And then I saw how the Yamato reacted... and I was certain. He's your father. Now he needs an ass-kicking. But I can't have you go kill your old man. / Nero: My father?
26. ↑  Capcom. Devil May Cry 5. Capcom. Nero: I won't let you kill each other.... There are other ways of settling your differences.
27. ↑  Capcom. Devil May Cry 5. Capcom. Dante: You cut your own son's arm for more power, and you still lost.
28. ↑  Capcom. Devil May Cry 5. Capcom. Dante: We're trusting you with things on this side, right capcise? / Vergil: Make haste Dante
29. ↑  Capcom. Devil May Cry 5. Capcom. Dante: Score for Dante! I'm up one. / Vergil: Where did you learn to count? We're even.
30. 1 2  "Devil May Cry 5 for PC Reviews". Metacritic. Lưu trữ bản gốc ngày 15 tháng 3 năm 2019. Truy cập ngày 6 tháng 3 năm 2019.
31. 1 2  "Devil May Cry 5 for PlayStation 4 Reviews". Metacritic. Lưu trữ bản gốc ngày 15 tháng 3 năm 2019. Truy cập ngày 6 tháng 3 năm 2019.
32. 1 2  "Devil May Cry 5 for Xbox One Reviews". Metacritic. Lưu trữ bản gốc ngày 15 tháng 3 năm 2019. Truy cập ngày 6 tháng 3 năm 2019.
33. ↑  "Devil May Cry 5: Special Edition for Xbox Series X Reviews". Metacritic. Truy cập ngày 19 tháng 12 năm 2020.
34. ↑  "Devil May Cry 5: Special Edition for PlayStation 5 Reviews". Metacritic. Truy cập ngày 19 tháng 11 năm 2020.
35. 1 2  Carter, Chris (ngày 6 tháng 3 năm 2019). "Review: Devil May Cry 5". Destructoid. Lưu trữ bản gốc ngày 8 tháng 3 năm 2019. Truy cập ngày 6 tháng 3 năm 2019.
36. ↑  Arlotta, Lara (ngày 6 tháng 3 năm 2019). "Devil May Cry 5 - recensione". Eurogamer (bằng tiếng Ý). Lưu trữ bản gốc ngày 7 tháng 3 năm 2019. Truy cập ngày 6 tháng 3 năm 2019.
37. ↑  "Famitsu Review Scores: Issue 1578". Gematsu. ngày 27 tháng 2 năm 2019. Lưu trữ bản gốc ngày 7 tháng 3 năm 2019. Truy cập ngày 5 tháng 3 năm 2019.
38. 1 2  Juba, Joe (ngày 6 tháng 3 năm 2019). "Devil May Cry 5 Review - A Stylish Return To Form". Game Informer. Lưu trữ bản gốc ngày 6 tháng 3 năm 2019. Truy cập ngày 6 tháng 3 năm 2019.
39. 1 2 3 4 5 6  Espineli, Matt (ngày 6 tháng 3 năm 2019). "Devil May Cry 5 Review". GameSpot. Truy cập ngày 6 tháng 3 năm 2019.
40. 1 2 3  Taylor-Kent, Oscar (ngày 6 tháng 3 năm 2019). "Devil May Cry 5 review". GamesRadar+. Lưu trữ bản gốc ngày 6 tháng 3 năm 2019. Truy cập ngày 6 tháng 3 năm 2019.
41. 1 2 3 4  Saltzman, Mitchell (ngày 6 tháng 3 năm 2019). "Devil May Cry 5 Review". IGN. Truy cập ngày 6 tháng 3 năm 2019.
42. 1 2 3  Lum, Patrick (ngày 6 tháng 3 năm 2019). "Devil May Cry 5 review: a triumphant return to stylish demon-slaughter". The Guardian. Lưu trữ bản gốc ngày 6 tháng 3 năm 2019. Truy cập ngày 6 tháng 3 năm 2019.
43. 1 2  "Persona 5 Review A stylish victory". USgamer. Truy cập ngày 16 tháng 12 năm 2020.
44. 1 2 3 4  "Devil May Cry 5 review". VideoGamer.com. ngày 6 tháng 3 năm 2019. Lưu trữ bản gốc ngày 7 tháng 3 năm 2019. Truy cập ngày 6 tháng 3 năm 2019.
45. ↑  "Test du Devil May Cry 5: la Divine Comédie du beat'em up". Jeuxvideo.com (bằng tiếng Pháp). Lưu trữ bản gốc ngày 7 tháng 3 năm 2019. Truy cập ngày 6 tháng 3 năm 2019.
46. 1 2 3 4  Senior, Tom (ngày 6 tháng 3 năm 2019). "Devil May Cry 5 review". PC Gamer (UK). Lưu trữ bản gốc ngày 7 tháng 3 năm 2019. Truy cập ngày 6 tháng 3 năm 2019.
47. ↑  Senior, Tom (ngày 6 tháng 3 năm 2019). "Devil May Cry 5 review". PC Gamer (US). Lưu trữ bản gốc ngày 6 tháng 3 năm 2019. Truy cập ngày 6 tháng 3 năm 2019.